# ۲۳ (قمری)
۲۳ (قمری)، بیست و سومین سال در گاهشماری هجری قمری است. اول محرم این سال برابر با بیست و دوم نوامبر سال ۶۴۳ میلادی است.

## رویدادها
- ۲۶ ذی الحجه . مجروح شدن عمر بن خطاب توسط ابولولو
- تشکیل شورای شش نفره خلافت و به خلافت رسیدن عثمان بن عفان . این شورا متشکل از شش نفر که شامل علی بن ابیطالب ،  عثمان بن عفان ،  زبیر بن عوام ، عبدالرحمن بن عوف  ، طلحه بن عبیدالله ، سعد بن ابی وقاص .

- معاویه بن ابوسفیان مواضع  هم مرز با روم را مستحکم کرد و پس از آن عسقلان و عکا را فتح نمود.

- تصرف مناطق ساحلی  لیبی و برقه و طرابس و جنوبی آن فزان و زویله توسط مسلمانان

- فتح فسا و دارابگر ، قم و کاشان و تصرف دوباره استخر پس از شورش مردم آن دیار

## درگذشتگان
- ۱۸ ربیع الاول: حمیرا بنت ابوحکم

- ۳۰ ذی الحجه: عمر بن خطاب، خلیفه  دوم

- سوده بنت زمعه یکی از همسران پیامبر به نقلی

- هرمزان

## وابسته
- خلفای راشدین